# Шишмарево
Шишмарево — заброшенный посёлок в Енисейском районе Красноярского края.
Входит в состав сельского поселения Усть-Питский сельсовет.

## География
Расположен на правом берегу реки Енисей, вниз по течению от административного центра сельсовета села Усть-Пит.
Поселок состоял из двух поселений: "двойка" и "пятерка". Поселение "двойка" представляла собой поселение из одноэтажных обособленных бревенчатых домов на одну семью с большим огородом. Поселок образовался возле ИТК 288/2, или "двойки". 
Поселение "пятерка" образовалось в 80-х годах при строительстве ИТК 288/5. Номер ИК и дал название поселку. "Пятерка" представляла собой хорошо спланированный поселок городского типа. На двух улицах были одноэтажные коттеджи на две семьи с большими придомовыми участками. На одной улице были двухэтажные коттеджи на 4 семьи с небольшим придомовым участком. На двух улицах были двухэтажные многоквартирные дома с тремя подъездами и 12 квартирами. Поселение "пятерка" строился на болотистой местности, которую предварительно отсыпали гравием, вынутым со дна Енисея в районе дебаркадера. Поселок имел детский сад (с машинами-автоматами и центрифугой в прачечной), школу, клуб (в нем демонстрировались мультфильмы в утренние сеансы и кинофильмы в вечерние сеансы, а так же проходили праздничные концерты), почту, телевизионный передающий центр (с приемом спутникового телевидения и передачей ТВ-сигнала ретранслятором), гостиницу, пожарную часть,  дизель-генератор, магазин продовольственных и промышленных товаров. 

## Население
| 2010 | 2016 |
| ---- | ---- |
| 340  | ↘14  |

На февраль 2014 года в Шишмарево зарегистрировано около 80 человек, но постоянного населения нет.

## История
Первоначально — селение кержаков.
В 1979 году в Шишмарево была организована колония-поселение.
Основную массу населения посёлка составили семьи сотрудников колонии.
В посёлке построены школа, детский сад, баня, клуб, фельдшерско-акушерский пункт; создана жилищно-коммунальная инфраструктура.
В 1989 году открылась Шишмарёвская Неполная Средняя школа №45. Обучающихся в 9 классе не было. В 1991 году первый выпуск. Выпустилось из школы два ученика. Всего в 1990-91 учебный год в школе обучалось 72 ученика.
В 1998 году при колонии построен и освящён Храм Всех святых в земле Сибирской просиявших.
В 2010 году сгорела школа.
В 2012 году колония-поселение была ликвидирована, школа, детский сад, магазин, котельная закрыты; жители посёлка переселены в другие населённые пункты.

## Транспорт
В период навигации у посёлка причаливали речные суда, в районе "пятерки" ставился Дебаркадер.
В посёлке была вертолётная площадка. Зимой прокладывался зимник до дороги Енисейск - Ярцево (Красноярский край)

## Связь
От находящейся в посёлке дизельной электростанции снабжается электроэнергией оборудование на вышке, которая обеспечивает сотовую связь в Шишмарево и близлежащих населённых пунктах.